# پریمورسکو
پریمورسکو شهری در استان بورگاس کشور بلغارستان است که جمعیت آن در سال ۲۰۰۱ میلادی ۳٬۴۶۱ نفر بوده‌است.

## نگارخانه

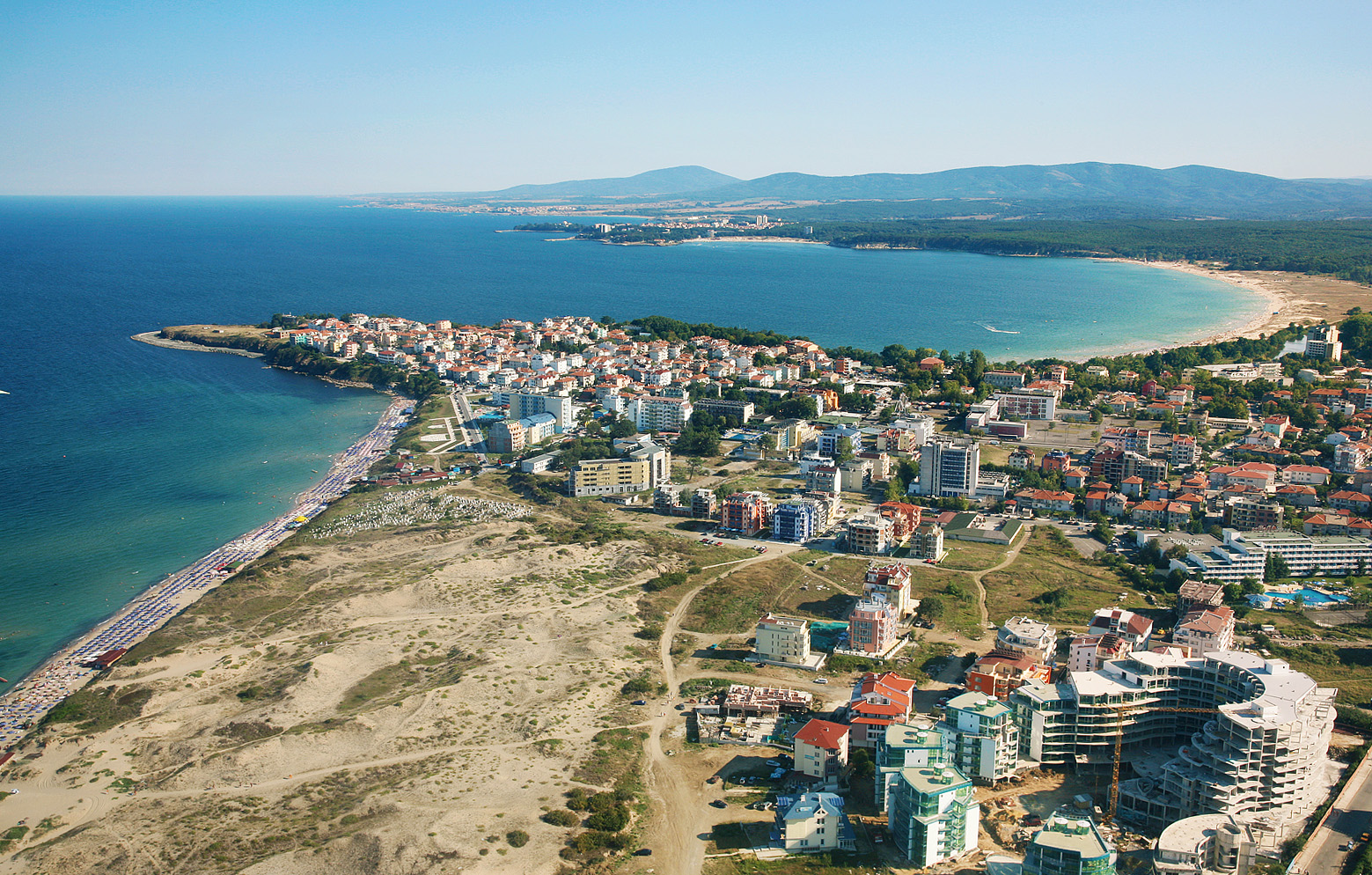
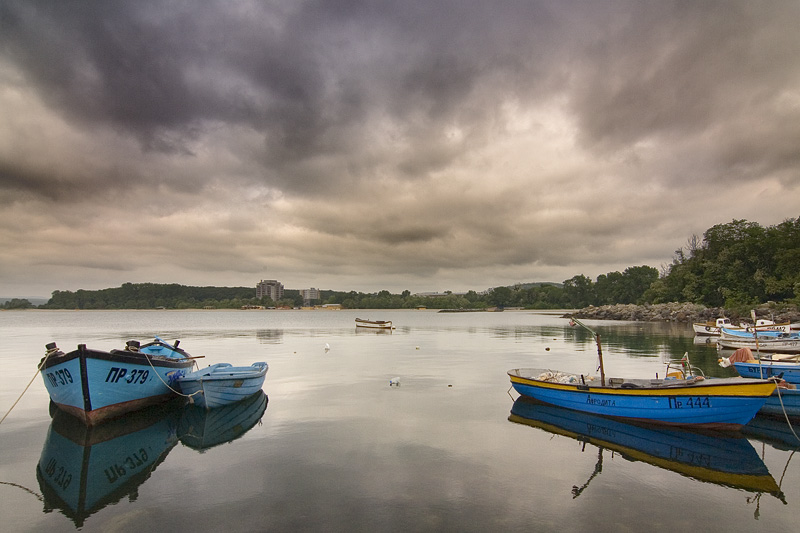